# Бенковски (хижа)
Вижте пояснителната страница за други значения на Бенковски.
Хижа „Бенковски“ (стари имена Братаница и Вежен) е туристическа хижа в Златишко-Тетевенския дял на Стара планина.

## Местоположение
Намира се в подножието на връх Малки Братанишки уши. Хижа „Бенковски“ е резервен пункт от европейския маршрут E3 (Ком – Емине).

## Описание
Построена е през 1932 година и представлява двуетажна сграда с капацитет 60 места. Захранва се от агрегат и ВЕЦ. 

## Съседни обекти
| Населени места   | Населени места |
| ---------------- | -------------- |
| село Рибарица    | 4,00 ч.        |
| село Антон       | 4,45 ч.        |
| гара Копривщица  | 5,30 ч.        |
| Хижи             |                |
| Вежен            | 2,30 ч.        |
| Планински извори | 3,15 ч.        |
| Момина поляна    | 4,45 ч.        |
| Паскал           | 6,15 ч.        |